# Johannes Riede
Johannes Riede (* 1. März 1916 in Ulm; † 1. Juli 1997 in Schwäbisch Gmünd) war ein deutscher, römisch-katholischer Geistlicher, Theologe, Pädagoge und Hochschullehrer.

## Leben
Der 1940 zum Priester geweihte und promovierte Theologe Riede war als Lehrer an verschiedenen Schulen tätig, so am Parler-Gymnasium Schwäbisch Gmünd von 1951 bis 1954. 1954 wurde er Dozent, ab 1964 Professor für Katholische Theologie und Religionspädagogik an der Pädagogischen Hochschule Schwäbisch Gmünd, deren Rektor er von 1968 bis 1974 war. Unter seiner Amtszeit verdoppelte sich die Studierendenschaft der Hochschule. Er gehörte zum Kreis der Sprecher der ARD-Sendung Das Wort zum Sonntag und war in der katholischen Jugendorganisation Heliand engagiert. 1978 trat er in den Ruhestand.

## Ehrungen
Ihm wurde der Ehrentitel Monsignore verliehen, 1991 die Verdienstmedaille des Landes Baden-Württemberg. Er war seit 1978 Träger des Bundesverdienstkreuzes am Bande. Zudem war er seit 1979 Ehrenbürger der Pädagogischen Hochschule Schwäbisch Gmünd.
In Schwäbisch Gmünd wurde der Johannes-Riede-Weg nach ihm benannt.

## Publikationen (Auswahl)
- Selig sind die Trauernden: allen Leidtragenden zum Trost, Süddeutsche Verlagsgesellschaft, 1. Auflage Ulm 1980; 2. Auflage Ulm 1984; ISBN 3-88294-033-6.
- Gott erbarmt sich unser, Herder Verlag, Freiburg im Breisgau 1983, ISBN 3-451-08073-7.
- Hoffnung wider alle Hoffnung: Verheissungen Gottes, Erwartungen des Menschen, Don-Bosco-Verlag, München 1980, ISBN 3-7698-0391-4.
- Hoffnung und Glück, Süddeutsche Verlagsgesellschaft, Ulm 1979, ISBN 3-88294-023-9.